# Nick Rose
Nick Rose (eigentlich Nicholas Henry Rose; * 30. Dezember 1951 in Bristol) ist ein ehemaliger britischer Langstreckenläufer.
Beim Leichtathletik-Weltcup 1977 wurde er Vierter über 5000 m. 1978 wurde er für England startend über dieselbe Distanz Zwölfter bei den Commonwealth Games in Edmonton. Bei den Leichtathletik-Europameisterschaften in Prag kam er auf den siebten Platz.
Im Jahr darauf wurde er bei den Leichtathletik-Halleneuropameisterschaften 1979 in Wien Fünfter über 3000 m. Bei den Crosslauf-Weltmeisterschaften in Limerick belegte er den 21. Platz und siegte mit der englischen Mannschaft. Am 14. Oktober stellte er in Dayton mit 1:02:36 h eine Weltbestzeit im Halbmarathon auf.
1980 gewann er bei den Crosslauf-WM in Paris Bronze in der Einzelwertung und verteidigte mit dem englischen Team den Mannschaftstitel. Bei den Olympischen Spielen in Moskau erreichte er über 5000 m das Halbfinale. Im Herbst gewann er die Premiere des Bowling Green Classic (weitere Siege folgten 1981, 1982, 1983 und 1986).
1981 wurde er Dritter beim Philadelphia-Halbmarathon und 1982 jeweils Zweiter beim Jacksonville River Run und beim Crescent City Classic. Einer Silbermedaille über 5000 m bei den Commonwealth Games in Brisbane folgte ein Sieg beim Tulsa Run. 1983 siegte er beim Jacksonville River Run und wurde bei den Leichtathletik-Weltmeisterschaften in Helsinki Siebter über 10.000 m.
1984 stellte er als Dritter beim Crescent City Classic mit 27:34 min den aktuellen Europarekord im 10-km-Straßenlauf auf. Bei den Olympischen Spielen in Los Angeles wurde er über 10.000 m Zwölfter.
1985 wurde er Dritter beim Philadelphia-Halbmarathon. Einem dritten Platz beim Great Scottish Run 1988 folgte im Jahr darauf ein Sieg bei diesem Rennen. 1991 gewann er den Bristol-Halbmarathon. Im Alter von 42 Jahren kam er beim London-Marathon 1994 auf den 46. Platz.
1980 wurde er Englischer Meister im Crosslauf sowie über 10.000 m und 1977 US-Meister im Crosslauf. Für die Western Kentucky University startend wurde er 1974 NCAA-Meister im Crosslauf.

## Persönliche Bestleistungen
- 1500 m: 3:40,41 min, 25. August 1980, London
- 1 Meile: 3:57,49 min, 8. August 1980, London
- 2000 m: 4:59,57 min, 3. Juni 1978, London
  - Halle: 5:11,1 min, 21. Januar 1978, Los Angeles (Zwischenzeit)
- 3000 m: 7:40,4 min, 27. Juni 1978, Oslo
- 2 Meilen (Halle): 8:18,4 min, 17. Februar 1978, San Diego (ehemaliger britischer Rekord)
  - Halle: 7:46,7 min, 25. Februar 1979, Wien
- 5000 m: 13:18,91 min, 28. Juni 1984, Oslo
- Halle: 13:21,27 min, 12. Februar 1982, New York City (ehemaliger britischer Rekord)
- 10.000 m: 27:31,19 min, 9. Juli 1983, Oslo
- 10-km-Straßenlauf: 27:34 min, 1. April 1984, New Orleans (Europarekord)
- 15-km-Straßenlauf: 43:35 min, 21. März 1982, Jacksonville
- 20.000 m: 59:41,9 min, 31. März 1990, La Flèche (Zwischenzeit)
- Stundenlauf: 20.121 m, 31. März 1990, La Flèche
- Halbmarathon: 1:01:03 h, 15. September 1985, Philadelphia (ehemaliger britischer Rekord)
- Marathon: 2:21:10 h, 17. April 1994, London